# Romeo i Julia

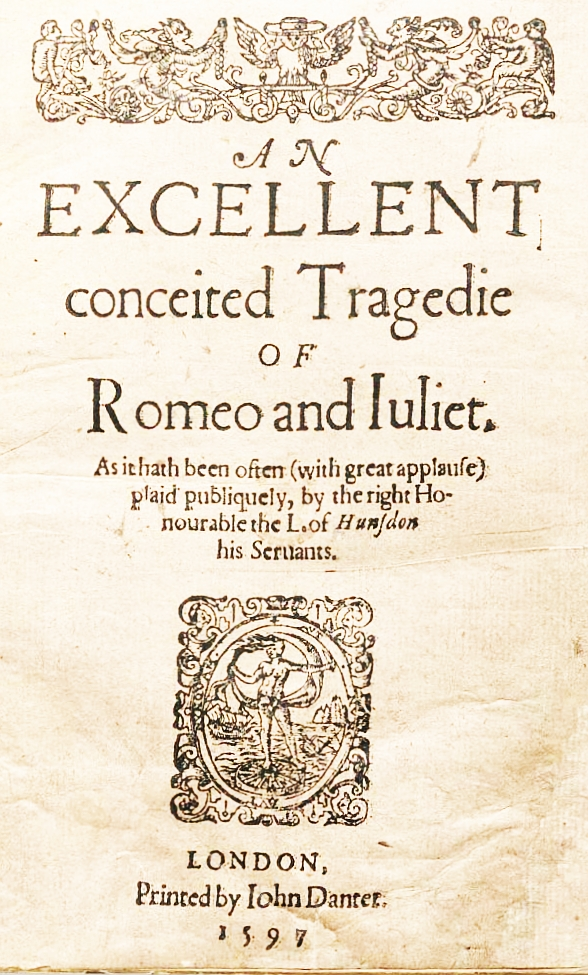

Romeo i Julia – dramat angielskiego pisarza Williama Szekspira napisany we wczesnym stadium jego kariery. Przedstawia historię tragicznej miłości dwojga młodych ludzi, którzy stali się wzorcami romantycznych kochanków. Historia toczy się w Weronie i Mantui.
Źródeł utworu należy doszukiwać się we włoskiej opowieści romantycznej Mattea Bandella (Le tre parti de le Novelle del Bandello, 1554), przetłumaczonej wierszem na angielski w The Tragicall Historye of Romeus and Juliet (1562) przez Arthura Brooke’a oraz prozą w Palace of Pleasure (1582) przez Williama Paintera. Szekspir zapożyczał z obu tych pozycji dodając przy tym postaci własnego pomysłu, takie jak Merkucjo czy Parys, celem wzbogacenia fabuły. Uważa się, że dramat powstawał w latach 1591–1595, zaś po raz pierwszy został opublikowany w 1597 roku w formacie quarto.
Istnieją liczne interpretacje tej sztuki. Podczas restauracji Stuartów została wznowiona w zmodyfikowanej wersji przez Williama Davenanta. W XVIII wieku David Garrick usunął z niej sceny, które uważał za nieprzyzwoite, natomiast Jiří Antonín Benda, czeski kompozytor, stworzył wersję operową w której pominął część fabuły i dodał szczęśliwe zakończenie. Inscenizacje XIX-wieczne przywróciły oryginalny tekst i skupiły się na lepszym oddawaniu realizmu. W XX wieku na utworze Szekspira oparto m.in. musical West Side Story, musical Romeo i Julia Janusza Józefowicza oraz film pod tym samym tytułem wyprodukowany w 1996 roku.

## Treść utworu
Sztuka przedstawia konflikt dwóch zwaśnionych rodzin, których członkowie zakochują się w sobie. Nieszczęśliwie zakochany w dziewczynie imieniem Rozalina, Romeo Montecchi dowiaduje się o balu w domu rodziny Capuletich, gdzie ma pojawić się jego wybranka. Udaje się tam wraz z grupą przyjaciół i poznaje Julię – wkrótce dochodzi do pierwszych pocałunków tych dwojga. Pod osłoną nocy Romeo udaje się pod balkon Julii i wyznaje jej miłość; ta jednak – ze względu na mrok – nie wie kto czeka pod balkonem. Odpowiada więc, że jedyną osobą, którą kocha, jest członek zwaśnionego rodu, Romeo Montecchi. Słysząc to młodzieniec postanawia ujawnić swoją tożsamość. Następnego dnia nastolatkowie (Julia ma niespełna 14 lat, a o Romeo wiemy, że jest młodzieńcem) biorą ślub w celi ojca Laurentego.
Wkrótce w Weronie dochodzi do konfliktu pomiędzy przyjaciółmi młodych. Pojedynek pomiędzy Tybaltem (krewnym Capuletich) a Merkucjem (przyjacielem Romea) kończy się śmiercią tego ostatniego. Kiedy dowiaduje się o tym Romeo, dochodzi do kolejnego pojedynku, tym razem pomiędzy tytułowym bohaterem a Tybaltem, w którym Tybalt ginie. Karą za śmierć Tybalta ma być wygnanie Romea. Pani Capuleti informuje Julię, że ta wyjdzie za mąż za Parysa. Nie chcąc popełnić bigamii, Julia wypija otrzymaną od ojca Laurentego miksturę, która wprawia ją w stan podobny do śmierci.
Laurenty chce poinformować o całej sytuacji Romea, jednakże wieści te nie docierają do niego. Na cmentarzu, po zobaczeniu Julii spoczywającej w trumnie, zrozpaczony Romeo podejmuje decyzje o samobójstwie. Dochodzi do przebudzenia Julii, która – widząc śmierć Romea – postanawia przebić swoją pierś sztyletem i również umiera. Ojciec Laurenty tłumaczy przybyłym na miejsce członkom rodzin całe zajście, co prowadzi do pojednania pomiędzy rodami Montecchich i Capuletich.

## Tematy i motywy
Nie jest możliwe wskazanie jednego, ogólnego motywu tej sztuki. Do propozycji zaliczają się: odkrywanie przez głównych bohaterów, że ludzie nie są ani całkowicie dobrzy, ani całkowicie źli – są jedynie mniej lub bardziej skłonni do jednej z tych skrajności; porzucenie świata wyobraźni na rzecz rzeczywistości; zagrożenie niesione przez pośpieszne decyzje; potęga tragicznego przeznaczenia. Żadna z tych możliwości nie spotyka się z powszechnym wsparciem. Jednakże nawet jeśli nie da się wskazać ogólnego motywu, jasne jest, że sztuka porusza kilka mniejszych zagadnień, które przeplatają się w całym utworze. Wśród nich znajdują się: miłość, przeznaczenie, kontrast jasnych i ciemnych obrazów, czas.

### Miłość

Sir Frank Dicksee, Romeo i Julia

Romeo i Julia stali się symbolami młodych kochanków i miłości skazanej na niepowodzenie. Ponieważ jest to oczywisty przedmiot tej sztuki, część badaczy skupiła się na języku i kontekście historycznym, w jakim rozgrywa się akcja.
Podczas ich pierwszego spotkania młodzi ludzie używają formy komunikacji rekomendowanej przez wielu specjalistów od etykiety, żyjących w czasach Szekspira: metafory. Poprzez metaforę o świętych i grzechach, Romeo miał możliwość przekonania się o uczuciach Julii w subtelny sposób. Ta metoda była zalecana przez Baldassare Castiglione, którego prace zdążono już wówczas przetłumaczyć na angielski. Wskazywał on na fakt, że jeśli mężczyzna używa metafory w zaproszeniu, kobieta może udawać, że go nie rozumie, dzięki czemu on może wycofać się bez utraty honoru. Julia jednakże uczestniczy w tej grze i ją poszerza. Religijne przenośnie takie jak „pielgrzym” czy „święty” były w modzie w ówczesnej poezji i łatwo było je zrozumieć jako romantyczną grę słów niż bluźnierstwo. W dalszej części sztuki Szekspir pomija już aluzje do rezurekcji Chrystusa, na które musiał natknąć się w swoim materiale źródłowym: The Tragical History of Romeus and Juliet.
W scenie przy balkonie Szekspir sprawił, że Romeo podsłuchuje monolog Julii, kiedy w wersji Brooke’a jej deklaracja przeprowadzana jest w samotności. Poprzez dodanie Romea Szekspir wyłamuje się ze standardowej sekwencji zalotów. Zazwyczaj od kobiety oczekiwano, żeby była skromna i cicha, aby upewnić się, że starający się o jej rękę jest szczery. Przełamanie tej zasady ma na celu zdynamizowanie akcji. Kochankowie są w stanie zrezygnować z ogólnie przyjętych standardów i bezpośrednio poruszyć kwestię ich związku, co skutkuje zgodą na małżeństwo po zaledwie jednej nocy znajomości. W finałowej scenie samobójstwa widoczna jest pewna sprzeczność. Z jednej strony w tradycji katolickiej działania tego typu zazwyczaj wiązały się z potępieniem w piekle. Z drugiej strony ludzie, którzy ginęli w imię miłości, mieli połączyć się ze swoimi ukochanymi w raju. Miłość Romea i Julii wydaje się obrazować ten drugi pogląd. Warto także zauważyć, że chociaż ich uczucie jest pełne pasji, jest ono spełnione jedynie poprzez małżeństwo, co chroni ich przed utratą sympatii widowni.

### Dualizm (kontrast jasnych i ciemnych obrazów)
W sztuce często pojawiają się zarówno jasne, jak i ciemne barwy. Caroline Spurgeon (angielska krytyk literacka) uważa, że światło stanowi w niej „symbol naturalnego piękna i młodzieńczej miłości”. Zarówno Romeo, jak i Julia uważają siebie nawzajem za promyk pośród otaczających mroków. Dla przykładu, Romeo opisuje Julię słowami: „Ona zawstydza świec jarzących blaski; (...) Jak śnieżny gołąb wśród kawek, tak ona / Świeci wśród swoich towarzyszek grona”, zaś dziewczyna wypowiada się o swoim wybranku mówiąc „To twój blask, o mój luby, jaśnieć będzie / Na skrzydłach nocy, jak pióro łabędzie / Na grzbiecie kruka”. Tworzy to kontrast z tym, co spotyka młodzieńców w rzeczywistości: spotykają się nocami, zaś do wszystkich waśni dochodzi przy świetle dziennym. Paradoks ten dodatkowo wzbogaca dylemat moralny, przed którym stają Romeo i Julia – konieczność wyboru pomiędzy lojalnością wobec rodziny a lojalnością wobec własnych uczuć.

## Krytyka

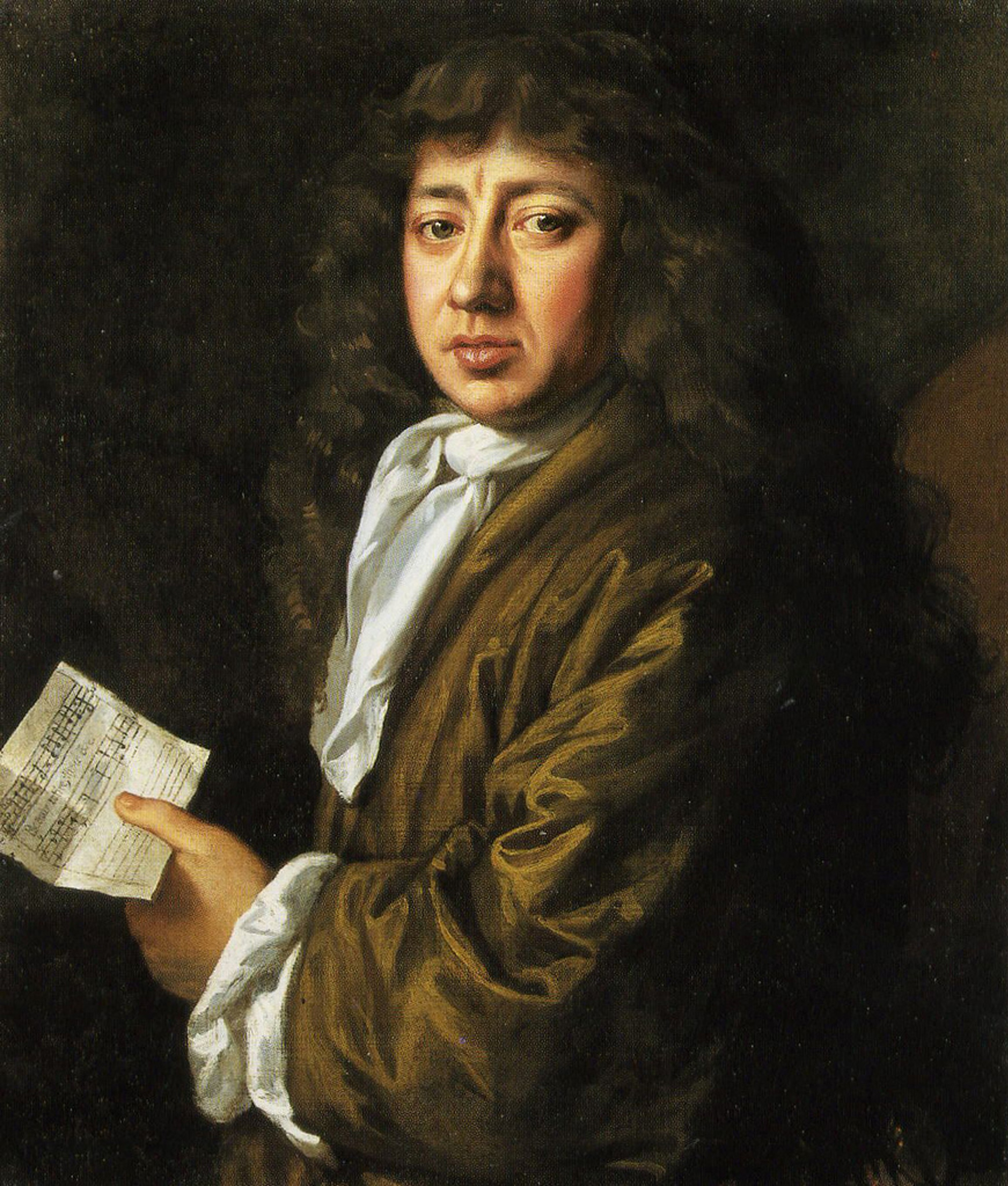
Samuel Pepys

Krytycy odnotowali wiele słabych stron Romea i Julii, aczkolwiek ciągle sztuka ta jest uznawana za jedną z najlepszych w dorobku barda ze Stratford. Najwcześniejsze znane współcześnie głosy krytyki pochodzą od pamiętnikarza Samuela Pepysa, który w 1662 roku napisał: „to najgorsza sztuka, jaką widziałem w moim życiu”. Poeta John Dryden 10 lat później wychwalał utwór, jak i postać Merkucja: „Szekspir pokazał swoje najlepsze umiejętności, tworząc Merkucja; jak sam powiedział, musiał zabić go w trzecim akcie, dzięki czemu to Merkucjo nie zabił jego”. Krytyka dzieła w XVIII wieku była mniej skąpa, jednak nie mniej zróżnicowana. Publicysta Nicholas Rowe jako pierwszy rozważał tematykę utworu, za którą uznał jedynie karę dla zwaśnionych rodów. Pisarz Charles Gildon i filozof Lord Kames twierdzili, że to nieudana sztuka ze względu na niezachowanie klasycznych zasad dramatu: tragedia musi być spowodowana tragiczną winą, nie zaś nieporozumieniem czy zbiegiem okoliczności. Z kolei pisarz i krytyk Samuel Johnson uznał Romea i Julię za „najprzyjemniejszy” utwór Szekspira.
W drugiej części XVIII i w XIX wieku krytyka zwróciła się ku debacie nad przesłaniem moralnym utworu. Adaptacja autorstwa Davida Garricka z 1748 roku pominęła Rozalinę: Romeo opuszczający ją dla Julii wydawał się niestały w uczuciach i lekkomyślny. Charles Dibdin twierdził, że Rozalina została umieszczona w tym dziele właśnie dla podkreślenia jego lekkomyślności, i że to właśnie z jego winy doszło do tragicznego zakończenia. Inni udowadniali, że ojciec Laurenty był niejako głosem samego pisarza skierowanym przeciwko nadmiernemu pośpiechowi. W XX wieku problemy te poruszał m.in. Richard Green Moulton. Jego zdaniem to właśnie przypadek, a nie bliżej nieokreślona wina kochanków, doprowadził do ich śmierci.

## Osoby dramatu

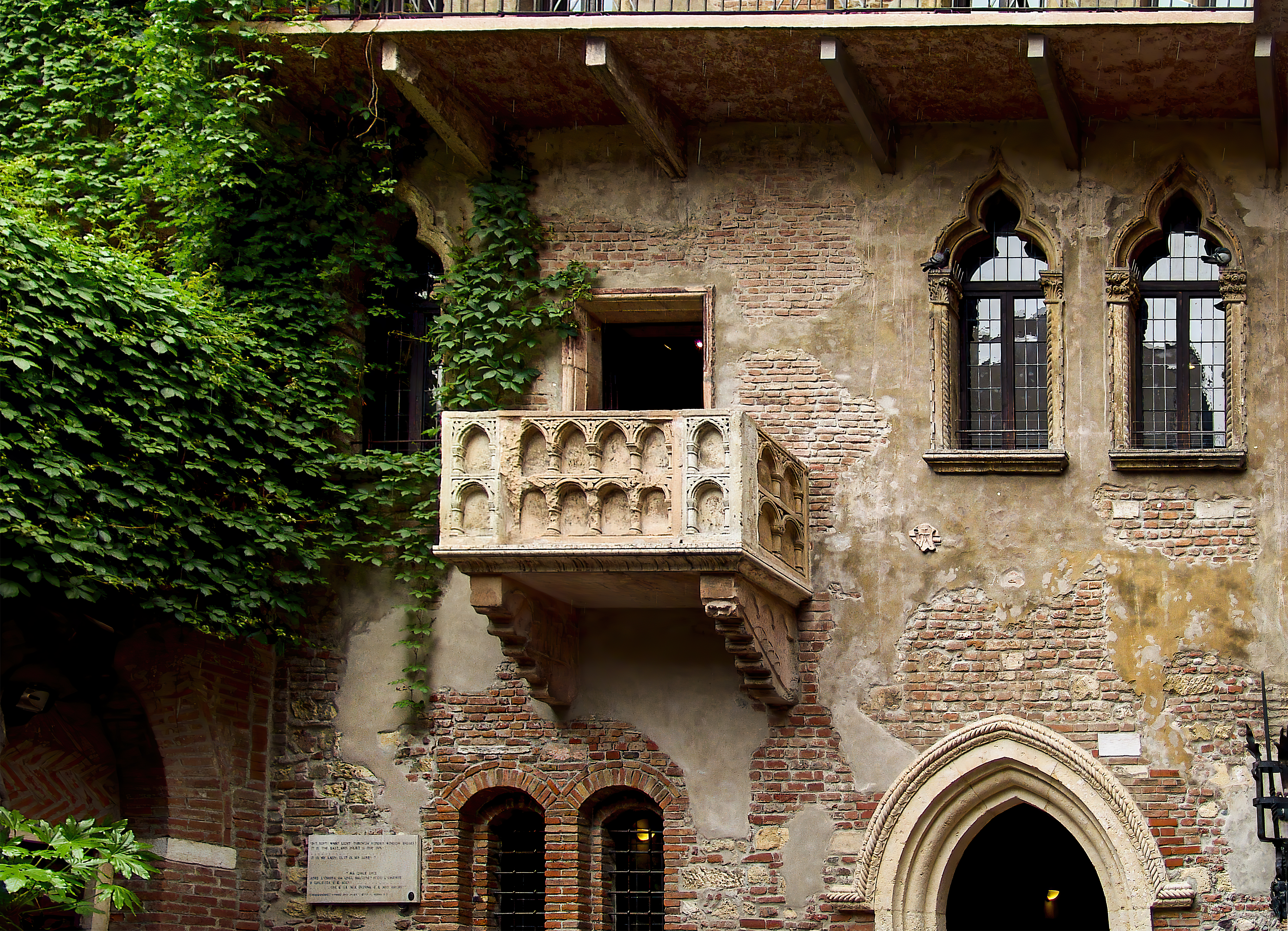
Zgodnie z tradycyjnym przekazem, do dziś istnieją domy domniemanych rodzin-pierwowzorów Capuletich i Montecchich. Na zdjęciu balkon Julii.

W zależności od tłumaczenia, istnieją różne wersje imion i nazwisk bohaterów. Dla przykładu oryginalne nazwiska, podane poniżej jako Capuleti i Montecchi, w angielskiej pisowni brzmią Capulet i Montague, natomiast Józef Paszkowski tłumaczy je jako Kapulet i Monteki.
- Julia Capuleti – córka Capuletich
- Romeo Montecchi – syn Montecchich
- Marta – opiekunka i powiernica Julii
- Montecchi i Capuleti – głowy dwóch zwaśnionych rodów
- pani Montecchi – małżonka Montecchiego
- pani Capuleti – małżonka Capuletiego
- Escalus – książę panujący w Weronie
- Parys – młody hrabia, szlachetnego rodu, krewny księcia
- Capuleti II – stryjeczny brat Capuletiego
- Merkucjo – krewny księcia, przyjaciel Romea
- Benvolio – synowiec Montecchiego, przyjaciel Romea
- Tybalt – krewny Pani Capuleti
- ojciec Laurenty / brat Wawrzyniec[16] – franciszkanin
- brat Jan – franciszkanin
- Baltazar – służący Romea
- Samson i Grzegorz – słudzy Capuletiego
- Abraham – sługa Montecchiego
- aptekarz
- trzech muzykantów
- paź Parysa
- Piotr – sługa Marty
- dowódca warty
- mieszczanie, panie i panowie z obu rodzin, goście balowi w maskach, służba.

## Utwory muzyczne na motywach Romea i Julii
Kolejność chronologiczna:
- Jiří Antonín Benda – singspiel Romeo i Julia (1776)
- Nicola Antonio Zingarelli – opera Giulietta e Romeo (1793)
- Nicola Vaccai – opera Giulietta e Romeo (1825)
- Vincenzo Bellini – opera I Capuleti e i Montecchi (1830)
- George Macfarren – uwertura Romeo i Julia (1836)
- Hector Berlioz – symfonia dramatyczna Romeo i Julia (1839)
- Filippo Marchetti – opera Romeo e Julietta (1865)
- Charles Gounod – opera Romeo i Julia (1867)
- Piotr Czajkowski – uwertura-fantazja Romeo i Julia (1869)
- Johan Svendsen – fantazja orkiestrowa Romeo og Julie (1876)
- Joachim Raff – uwertura Romeo i Julia (1879)
- Riccardo Zandonai – opera Giulietta e Romeo (1922)
- Siergiej Prokofjew – balet Romeo i Julia (1936)
- Heinrich Sutermeister – opera Romeo i Julia (1940)
- Boris Blacher – opera kameralna Romeo i Julia (1943)
- Leonard Bernstein – musical West Side Story (1957)
- Kabaret Starszych Panów (sł. Jeremi Przybora) – O, Romeo! (1964)
- Bernadetta Matuszczak – opera kameralna Julia i Romeo (1967)
- Wanda Warska, Andrzej Kurylewicz – W Weronie z cyklu pieśni do wierszy C. K. Norwida (1970)
- Dire Straits – Romeo and Juliet (1980)
- Wanda i Banda – Nie będę Julią (1984)
- Edyta Górniak – „Pieśń Julii” (2000)
- Gérard Presgurvic – musical Roméo et Juliette, de la Haine à l’Amour (2001)
- Janusz Józefowicz – musical Romeo i Julia (2004)
- LM.C – Oh, my Juliet (2006)
- Katarzyna Klich – Verona (2008)
- Taylor Swift – Love Story (2008)
- Gérard Presgurvic – Roméo et Juliette: les enfants de Vérone (2010)
- Lady Pank – Miłość to jest wszystko (2011)
- Little Mix – Secret Love Song (2015)
- Koit Toome & Laura – Verona (2017)
- Dawid Podsiadło – PKP Tschüss (2022)